# George Ramsay
George Burrell Ramsay (* 1. März 1855 in Glasgow; † 7. Oktober 1935 in Llandrindod Wells) war ein schottischer Fußballspieler und -trainer. Sein Name ist untrennbar verbunden mit der Entwicklung des Birminghamer Fußballvereins Aston Villa, zu dem er kurz nach dessen Gründung stieß und den er in seiner erfolgreichsten Zeit insgesamt 59 Jahre lang als Spieler, Trainer, Vereinssekretär und Vizepräsident begleitete.

## Spielerlaufbahn
Im Jahr 1876 stellte sich Ramsay bei Aston Villa für ein Probetraining vor. Der Verein war gerade einmal zwei Jahre zuvor gegründet worden und bestand aus einer Reihe von Cricketspielern, die mit wenig Erfahrung in diesem noch jungen Sport sehr unorganisiert zu Werke gingen und in einem Klub spielten, der mit dem Profiverein späterer Jahre noch keinerlei Ähnlichkeiten aufwies. Und so drohte in diesen Zuständen die konkrete Gefahr für eine schnelle Auflösung.
Dies änderte sich, als Ramsay bei dem Vorspielen seine Zuseher mit einer Ballkontrolle und Dribbling-Fähigkeiten beeindruckte. Der Verein nahm den 21-jährigen Schotten auf und übergab seinem neuen Spieler auf Anhieb die Rolle des Mannschaftskapitäns. Es dauerte nicht lange, bis sich die Stärke von Ramsay herum gesprochen hatte und so zog der „Starspieler“ Zuschauer an, die sich in erster Linie diese in Schottland erlernten Fertigkeiten ansehen wollten. Ramsay initiierte und unterstützte in der Folgezeit die weiteren Bemühungen des Vereins zur Verstärkung der Mannschaft und war maßgeblich an der Verpflichtung von Archie Hunter beteiligt – ein weiterer Schotte, dessen hohes Renommee sich noch über ein Jahrhundert später in der Berufung in die „Football League 100 Legends“ niederschlug. Damit veränderte sich die Spielweise in dem Verein, weg von reinem Körpereinsatz und weit nach vorne geschlagenen Bällen – wie es Ramsay in einer Nachbetrachtung beschrieb – zu einem Passspiel schottischer Prägung.
Ramsay entdeckte gemeinsam mit John Linsay die Spielstätte Perry Barr, die dem Verein erstmals Eintrittsgelder ermöglichte (später führte er noch gemeinsam mit Fred Rinder die Verhandlungen beim Umzug in den Villa Park). Zudem organisierte er fortan die Trainingseinheiten, die schon bald eine deutliche Leistungssteigerung innerhalb der Mannschaft bewirkten. Dies hatte im Jahr 1880 den Sieg im Birmingham Senior Cup zur Folge, bei dem Ramsay die Mannschaft im Finale als Kapitän anführte.

## Nach der aktiven Laufbahn
Verletzungsbedingt musste Ramsay bereits im Jahr 1882 den aktiven Fußballsport aufgeben. Er blieb Aston Villa jedoch weiter treu und führte den Verein zwischen 1884 und 1926 als Vereinssekretär und Trainer in eine „goldene Ära“. Während dieser Zeit gewannen die Villans jeweils sechs englische Meisterschaften und sechs FA-Cup-Ausgaben. Damit etablierte sich der Klub in der Riege der besten englischen Fußballklubs. Bis 1935 blieb Ramsey dem Klub anschließend noch als Vizepräsident und in beratenden Funktionen erhalten.
Kurze Zeit nach dem Tod von George Ramsay im Oktober 1935 endete auch die lange Erfolgsphase von Aston Villa und führte nach Abschluss der Saison 1935/36 zum ersten Mal in die zweite Liga – ein Szenario, das zu Ramsays Lebzeiten undenkbar schien. Seitdem sollte der Verein sowohl die Meisterschaft als auch den FA-Cup jeweils nur noch einmal gewinnen. Die Bedeutung der Identifikationsfigur wurde auf dem Grabstein seiner letzten Ruhestätte auf dem Kirchfriedhof in Handsworth Wood mit der Inschrift „Founder of Aston Villa“ (deutsch: Gründer von Aston Villa) deutlich.

## Erfolge als Trainer
- Englischer Meister: 1893/94, 1895/96, 1896/97, 1898/99, 1899/1900, 1909/10
- Englischer Pokalsieger: 1886/87, 1894/95, 1896/97, 1904/05, 1912/13, 1919/20